# Bandiera della Renania Settentrionale-Vestfalia
La bandiera dello Stato tedesco della Renania Settentrionale-Vestfalia è un tricolore orizzontale composto da verde, bianco e rosso.

## Descrizione
Dopo la fondazione della Renania Settentrionale-Vestfalia nel 1946, il tricolore fu introdotto per la prima volta nel 1948, ma non fu formalmente adottato fino al 1953. La variante semplice del tricolore è considerata la bandiera civile e l'insegna dello Stato, mentre le autorità governative usano la bandiera dello Stato (Landesdienstflagge), che riporta al centro lo stemma dello Stato.

## Evoluzione

Elettorato di Treviri (898–1801)
Libera città imperiale di Aquisgrana (1166–1801)
Principato vescovile di Münster (1770–1803)
Repubblica Cisrenana (1797)
Contea di Dülmen (1803–1806)
Arenberg (1803-1810)
Principato di Salm (1802–1811)
Granducato di Berg (1806–1808)
Provincia del Reno (1822–1946)
Provincia di Vestfalia (1815–1946)
Principato di Lippe (c.1858–1880)
Principato di Lippe (1880–1918) e Stato libero di Lippe (1918–1947)
Repubblica renana (1923–1924)